# Mei Day
M.E.I Day (una canzone indipendente per l'estate) è una compilation di brani di area indipendente italiana, pubblicata nell'estate 2003.

## Il disco
Contiene 11 tra Artisti e band di area italiana. La raccolta, curata e prodotta da Giulio Tedeschi per Toast Records e AudioCoop venne distribuita in omaggio nel 
circuito promozionale (radio, riviste, dj's).

## Tracce
1. Statuto - "Joe"
2. Fiamma - "Mantra"
3. Universi Paralleli - "In un attimo"
4. Reggae Ambassadors - "Wappa Song"
5. Giorgioraiban - "Parigi Dakar"
6. Arecibo - "Gocce"
7. Claustrofunk - "Volere e potere"
8. Nobraino - La sorella di Camilla"
9. Medida - Lola"
10. Isola di Niente - "Sensi"
11. Nunc Bibendum Est - "Diserbante"